# Philipp Friedrich Gwinner
Philipp Friedrich Gwinner, né le 11 janvier 1796 à Francfort-sur-le-Main, et mort le 11 décembre 1868 dans la même ville, est un juriste allemand, historien de l'art et l'un des derniers maires de la ville libre de Francfort avant l'occupation prussienne.

## Biographie
(mai 2018).
Gwinner assiste au lycée Lessing à Francfort et participe à la campagne contre la France à l'âge de seize ans en tant que militaire volontaire. Il étudie ensuite le droit à Berlin, Giessen et Jena. À partir de 1816, Gwinner est membre de la Fraternité chrétienne-allemande / Fraternité Ehrenspiegel Giessen et devient membre de l'Urburschenschaft en 1817 et participe à la Fête de la Wartbourg le 18 octobre 1817.
Après son doctorat en 1818 à Giessen, il s'installe dans sa ville natale et occupe diverses fonctions. Il est devient Criminalrath (juge d'instruction) en 1823, membre de l'Assemblée législative en 1826, représentant permanent des citoyens en 1831, sénateur en 1835, membre de la cour municipale en 1836, greffier laïque de la Cour d'appel en 1854 et conseiller juridique de la Ville libre de Francfort en 1862.
Ses tentatives d'être élu maire, cependant, sont d'abord infructueuses. Ce n'est qu'à la douzième tentative en 1864 qu'il est élu Älteren Bürgermeister. Il est  le dernier qui termine un mandat complet (du 1er janvier au 31 décembre 1865). Son successeur, Karl Konstanz Viktor Fellner (de), perd son poste avec l'occupation de la ville par les troupes prussiennes le 18 juillet 1866 et il se suicide quelques jours plus tard.
Gwinner est un amateur d'art et publie de nombreux petits essais sur l'histoire de l'art, y compris dans les Archives pour l'Histoire et l'Art de Francfort. Son œuvre la plus importante est la publication en 1862 de Kunst und Künstler in Frankfurt am Main : vom dreizehnten Jahrhundert bis zur Eröffnung des Städelschen Instituts. Il est membre de la loge maçonnique de Francfort Sokrates zur Standhaftigkeit.
Après que Heinrich Sebastian Hüsgen (de) ait fait Nachrichten von Franckfurter Künstlern und Kunst-Sachen en 1780 avec ses nouvelles des artistes et des objets d'art de Francfort ainsi que le Artistischen Magazin, Gwinner n'était que le deuxième auteur à consacrer des recherches approfondies à ce sujet. Bien que Gwinner Hüsgen ait expressément loué son courage dans l'introduction, il a corrigé beaucoup de choses qui avaient été dépassées par les recherches des 80 dernières années.
Il meurt après une courte maladie le 11 décembre 1868 à Francfort-sur-le-Main. Une rue du quartier Seckbach à Francfort porte le nom de Gwinner. Sa tombe se trouve dans le cimetière principal de Francfort.